# 江川敏弘
江川 敏弘（えがわ としひろ、1973年 - ）は、日本の画家、イラストレーター。大阪府出身、2014年9月まで茨木市在住。
2014年10月に岐阜県に拠点を移し活動をしている。
幼少より独学で絵を始め、1998年からPhotoshopを使用した依頼のCG作品制作を始める。
残虐で過激な作風が特徴で、20年以上に渡りアメリカ、ヨーロッパ、アジアなど世界25ヶ国以上のデスメタル・バンドのディスクジャケットを多数手がけている。
他にもツアーTシャツデザイン、バンドロゴ、音楽雑誌の表紙イラスト、ドラムヘッドデザイン等にも数多く関わっている。
現在も国内外からのオファーを手掛けつつ、ファインアートの制作・出品などを続け精力的に活動している。
画家として、2016年頃から白鉛筆を主に使用したファインアートを生み出している。以前は油絵を描いていた時期もあった。

## アートワークについて
手がけた主な海外バンドは、Cryptopsy、Heven shall Burn、Suicide Silence、Dying Fetus、Krisium、DEVOURMENT、The Faceless、Arch Enemy、ISSUES、INGESTED、Kataklysm、Massacre、Disfiguring the Goddess、Veil of Maya等、アルバムジャケットアートからTシャツアートワークなど他多数あり。
江川敏弘公式サイトから詳細が確認できる。
国内では、BABYMETAL、SiM、crossfaith、FACT、NAMBA69、HER NAME IN BLOOD、KEYTALK×激ロック、摩天楼オペラ、lynch.等のTシャツデザインやVOMIT REMNANTS、INFERNAL REVULSION、DEVILOOF等のアルバムジャケットカバーアート等、他多数あり。江川敏弘公式サイトから確認できる。
アイドルの私立恵比寿中学とディアフーフのコラボＴシャツもデザインしている。
Tシャツアートワーク以外 the GazettE
Pearlスネアドラムアートワーク Colors Infinity Collection Hard(色番号:Z01-Z05)
ドラムフロントヘッドデザイン Max Kolesne/Krisium、Timo Claas/Lay Down Rotten、Eiji matsumoto/ex.FACT、響/摩天楼オペラ、晁直/lynch.
ドラムスティックデザイン Eiji Matsumoto/ex.FACT、響/摩天楼オペラ

## その他活動
自らのイラストでブルータルデスメタルをテーマとしBrutality,Death,memento moriをコンセプトとしたブランドBrutal Death Clothingの展開もしている。